# José Moreira Bastos Filho
José Moreira Bastos Filho (Itaperuna, 22 de fevereiro de 1905 – , ) foi um político brasileiro.
Filho de José Moreira Bastos e Altiva Santiago Bastos, casou com Duartina Duarte Bastos.
Bacharel em direito pela Escola de Direito Clóvis Bevilacqua. Foi prefeito de Itaperuna. Nas eleições gerais no Brasil em 1950 foi eleito suplente do senador Francisco de Sá Tinoco pelo Rio de Janeiro. Com a nomeação deste para o Tribunal de Contas do Estado do Rio de Janeiro, assumiu a cadeira no senado em agosto de 1958, exercendo o mandato até o final da legislatura, em janeiro de 1959.